# Bílsko (district de Strakonice)
Pour les articles homonymes, voir Bílsko.
Bílsko (en allemand : Bilsko) est une commune du district de Strakonice, dans la région de Bohême-du-Sud, en République tchèque. Sa population s'élevait à 195 habitants en 2020.

## Géographie
Bílsko se trouve à 16 km au sud-est de Strakonice, à 37 km au nord-ouest de České Budějovice et à 106 km au sud-ouest de Prague.
La commune est limitée par Cehnice au nord, par Drahonice, Pivkovice, Skočice et Bavorov à l'est, par Budyně et Měkynec au sud, par Skály à l'ouest et par Kváskovice et Radějovice au nord-ouest.

## Histoire
La première mention écrite du village date de 1350.

## Patrimoine

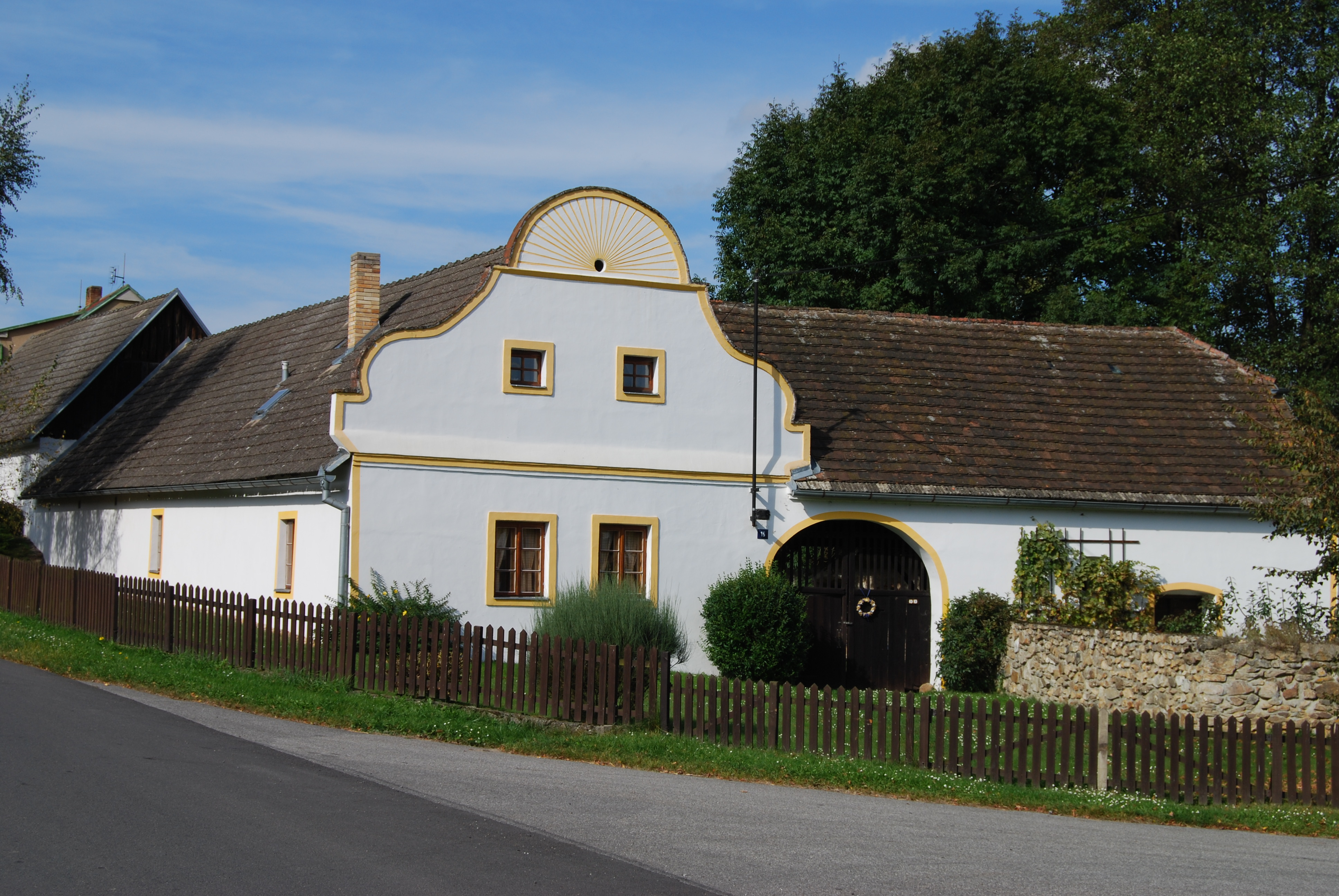
Architecture rurale d'inspiration baroque.

## Transports
Par la route, Bílsko se trouve à 12,5 km de Vodňany, à 21 km de Strakonice, à 43 km de České Budějovice et à 147 km de Prague.